# 戦略国際問題研究所
戦略国際問題研究所（せんりゃくこくさいもんだいけんきゅうじょ、英語: Center for Strategic and International Studies, CSIS）は、アメリカ合衆国のワシントンD.C.に本部を置くシンクタンクである。
1962年にジョージタウン大学が設けた戦略国際問題研究所（CSIS）が、後に学外組織として発展したものである。現在のフルタイム常勤職員は220人。議長はトーマス・プリッツカー（Thomas J. Pritzker）、所長兼CEOはジョン・ヘイムリ（John J. Hamre）。
全世界のシンクタンクをランク付けしたペンシルベニア大学によるレポート（Go to think tank indexの2014年版）によれば、CSISは防衛、国家安全保障(Table 14) で世界第1位、外交政策、国際関係論(Table 31) で第5位、革新的政策提言(Table 44) の総合では第4位（全米で3位）にランクされており 。ワシントンでもシンクタンクとして認知されている。
公式には超党派を標榜し、民主党、共和党を含む幅広い人材が関与している。USニューズ&ワールド・レポートは「中道」（centrist）と表現している。

## 沿革

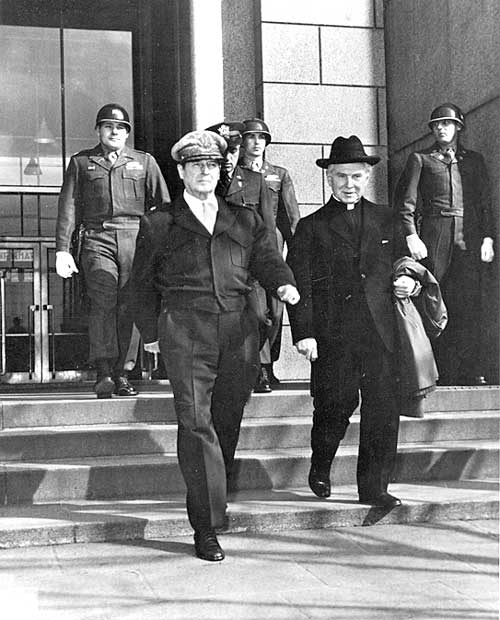
エドマンド・アロイシャス・ウォルシュ神父とダグラス・マッカーサー将軍（1948年 東京）

「ジョージタウン大学戦略国際問題研究所」は、イエズス会の神父エドマンド・アロイシャス・ウォルシュ（Edmund Aloysius Walsh、1885年10月10日 - 1956年10月31日）が、1919年に同大学内に創った「エドマンド・A・ウォルシュ外交学院」が改組されたものである。ウォルシュは地政学者カール・ハウスホーファーの弟子であり、その学問をアメリカに移植することを目的とした組織であった。
設立にあたっては、アーレイ・バークおよびデイビッド・マンカー・アブシャイア（David Manker Abshire）が主導。1987年にジョージタウン大学から独立した研究機関となった。設立の経緯から、アメリカ陸軍などアメリカの国家安全保障グループとの繋がりを強みとする。

## 組織
理事長には、1999年よりサム・ナンが、同研究所所長最高経営責任者には、2000年4月よりジョン・ヘイムリがついている。また、ヘンリー・キッシンジャーやカーラ・ヒルズ、リチャード・アーミテージ、ズビグニュー・ブレジンスキーが理事を務め、顧問にはキッシンジャーと弟子のブレント・スコウクロフトがいる。彼らの多くはアメリカ国家安全保障会議の国家安全保障問題担当大統領補佐官でもあった。
イラク戦争後の“復興”において、リポート「より賢い平和（A Wiser Peace）」を作成し、時のアメリカ合衆国国防長官ドナルド・ラムズフェルドに提出した。

### 日本との関連
日本人では小泉進次郎や、浜田和幸、辻清人、渡部恒雄などが一時籍を置いた。現在では日本から多くの将来有望な若手官僚や政治家（候補含む）がCSISに出向して学んでくる慣習が確立している。日本部には、防衛省、公安調査庁、内閣官房、内閣情報調査室の職員の他、日本貿易振興機構や損害保険会社、日本電信電話の職員も、客員研究員として名を連ねている。
CSISは日本では公益財団法人東京財団（日本財団の下部組織）と協力関係にある。東京財団の他にも笹川平和財団、特定非営利活動法人世界開発協力機構が、パシフィックフォーラム CSISを通じてフェローシップ・プログラムの提携を行っている。また、2011年には日本経済新聞社と共同で「日経・CSISバーチャル・シンクタンク」の創設を発表し、2012年に立ち上げた。
稲盛財団理事長の稲盛和夫は国際評議員を務め、2002年4月1日には政界・経済界等の若手リーダーを養成するための設立基金500万ドルを財団から寄付し、「アブシャイア・イナモリ リーダーシップ・アカデミー」（Abshire-Inamori Leadership Academy：略称AILA）をCSIS内に共同で設立した。パシフィックフォーラム CSISでは、半田晴久（新宗教ワールドメイト教祖・深見東州）と稲盛の他、オリックス元会長の宮内義彦が日本在住の理事を務めている。
CSISは日本の子宮頸がんワクチンの接種、推進に関する報告書の発行なども行ってきている。
CSISは2020年7月下旬に米国務省の「グローバル関与センター」の支援で作成した報告書「日本における中国の影響力」において、自民党の今井尚哉首相補佐官が二階俊博幹事長と連携し、「二階・今井派」として安倍首相に中国への姿勢を融和的にするよう説得してきたと指摘した。また、中国の沖縄への関与については、細谷雄一の発言からの引用として「中国は日本に影響を及ぼすため間接的な手法を採用している。例えば沖縄独立と米軍撤退を追求するため沖縄の新聞に資金提供し、影響を及ぼすことを通じて沖縄の運動にも影響を及ぼすような秘匿ルートがある」と述べていた。細谷は沖縄タイムスの取材に対し、「誤解を招きかねない表現になった。中国が沖縄の新聞に資金提供しているという根拠や認識はない」、「中国が大きな予算を使って対日世論工作を展開していて、米軍基地がある沖縄が主戦場なのはよく知られた事実だが、手法はあくまで間接的だ」とし、CSISに対し修正を求めたと語った。沖縄タイムスも、本紙が中国政府から資金提供を受けた事実は無いとコメントした。